# Réservoir de Miyun
Le réservoir de Miyun (chinois simplifié : 密云水库 ; pinyin : Mìyún Shuǐkù) est un lac artificiel situé dans le district de Miyun, à Pékin, en Chine, dans lequel se jettent les fleuves Chao (潮河) et Bai (白河), achevé le 1er septembre 1960,.
Avec une capacité de 4 milliards de mètres cubes et une profondeur moyenne de 30 mètres, c'est le plus grand projet de conservation d'eau du Huabei, desservant plus de 11 millions de personnes,.
C'est le plus grand lac artificiel d'Asie, et est surnommé la « Perle de la Chine du Nord » (华北明珠).

## Histoire
La construction du réservoir de Miyun a commencé en septembre 1958 et s'est achevée en septembre 1960, sous la direction de Zhang Guangdou (en),,.
Le réservoir de Miyun a été conçu par le Département des ressources en eau de l'Université Tsinghua, avec la participation d'un grand nombre de travailleurs venus de Pékin, Tianjin et Hebei, et du Bureau d'ingénierie du ministère des Ressources en eau et de l'Énergie électrique,.

## Écologie
Une série de mesures ont été prises pour la protection de la faune, notamment des oiseaux, telles que la gestion fermée de la zone de stockage, la protection de la qualité de l'eau, ou encore l'aménagement de zones humides. On y décompte aujourd'hui plus de 3000 oiseaux de 6 espèces différentes, dont des aigrettes, des hérons et des cormorans, qui nichent principalement sur l'île du réservoir.